# Chloramfenikol
Chloramfenikol (INN), systematický název 2,2-dichlor-N-[1,3-dihydroxy-1-(4-nitrofenyl)propan-2-yl]acetamid, je bakteriostatické antibiotikum, považované společně s tetracykliny za prototypické antibiotikum širokého spektra.
Chloramfenikol je účinný proti široké škále grampozitivních a gramnegativních bakterií, včetně většiny anaerobních organismů. Vzhledem k rezistenci a obavám o bezpečnost se ve vyspělých státech již nepoužívá jako antibiotikum první volby pro jakékoli indikace; někdy se však využívá povrchově pro oční infekce. Nicméně globální problém rozvoje rezistence na novější léčiva vedl k obnově zájmu o jeho používání. V chudších státech se chloramfenikol stále široce používá, protože je mimořádně levný a snadno dostupný.
Nejzávažnějšími nežádoucími účinky léčby chloramfenikolem je toxicita pro kostní dřeň, která má dvě různé formy: myelotoxicitu, která je přímým účinkem léčiva a je obvykle reverzibilní, a dále aplastickou anémii, které je idiosynkratická (vzácná, nepředvídatelná a nezávislá na dávce) a obecně smrtelná.

## Spektrum účinnosti
Protože chloramfenikol účinkuje inhibicí bakteriální syntézy bílkovin, má široké spektrum účinnosti. Působí proti grampozitivním bakteriím (včetně většiny kmenů MRSA), gramnegativním bakteriím a anaerobům. Není účinný proti druhům Pseudomonas aeruginosa, Chlamydiae a Enterobacter. Má určitý účinek proti Burkholderia pseudomallei, už se ale proti tomuto organismu rutinně nepoužívá (byl nahrazen ceftazidimem a meropenemem). V západním světě je použití chloramfenikolu většinou omezeno jen na povrchovou aplikaci, vzhledem k riziku vzniku aplastické anémie.

## Terapeutické použití
Původní indikací chloramfenikolu byla léčba tyfu[nepřesný odkaz], ale protože je Salmonella typhi dnes velmi často multirezistentní, používá se pro tento účel již jen zřídka, ledaže je prokázána citlivost přítomného mikroorganismu na chloramfenikol. Lze ho použít jako antibiotikum druhé linie při léčbě tetracyklin-rezistentní cholery.
Díky vynikající penetraci do mozkomíšního moku (výrazně lepší než u jakéhokoli cefalosporinu) zůstává chloramfenikol léčbou první volby pro stafylokokové mozkové abscesy. Je také užitečný pro léčbu mozkových abscesů způsobených více mikroby nebo není-li infekční činitel znám.
Chloramfenikol je účinný proti třem hlavním bakteriálním příčinám meningitidy: Neisseria meningitidis, Streptococcus pneumoniae a Haemophilus influenzae. V západních státech zůstává lékem volby při léčbě meningitidy u pacientů s vážnou alergií na penicilin nebo cefalosporin a praktickým lékařům se doporučuje, aby u sebe nosili nitrožilně aplikovatelný chloramfenikolový přípravek. Chudším státům WHO doporučuje používat olejový chloramfenikol jako lék první linie při léčbě meningitidy.
Chloramfenikol je používán v USA pro empirickou léčbu dětí s horečkou a purpurou, pokud diferenciální diagnóza zahrnuje jak sepsi Neisseria meningitidis, tak horečku Skalistých hor, dokud nejsou k dispozici výsledky rozborů.
Chloramfenikol je účinný také proti koku Enterococcus faecium, což vede k tomu, že je považován za léčbu onemocnění vankomycin-rezistentními enterokoky.
Čerstvé, zatím nepublikované výzkumy naznačují, že může být chloramfenikol podáván také žábám proti masovému ničení houbovými infekcemi.
Chloramfenikol se nedávno ukázal být život zachraňujícím léčivem pro chytridiomykózu u obojživelníků. Chytridiomykóza je houbové onemocnění, kterému se přičítá vina za vyhubení třetiny ze 120 druhů žab od roku 1980.

## Historie
Chloramfenikol byl původně odvozen od bakterie Streptomyces venezuelae izolované Davidem Gottliebem. Zavedeny do klinické praxe byl v roce 1949 pod obchodním názvem Chloromycetin. Byl prvním masivně synteticky vyráběným antibiotikem.